# Zapasy na Letnich Igrzyskach Olimpijskich 1988 – kategoria do 90 kg w stylu klasycznym
Zmagania mężczyzn do 90 kg to jedna z dziesięciu męskich konkurencji w zapasach w stylu klasycznym rozgrywanych podczas Letnich Igrzysk Olimpijskich 1988. Pojedynki w tej kategorii wagowej odbyły się w dniach 18 – 20 września.

## Klasyfikacja[1]
| Pozycja | Nazwisko             | Kraj              |
| ------- | -------------------- | ----------------- |
| 1       | Atanas Komszew       | Bułgaria          |
| 2       | Harri Koskela        | Finlandia         |
| 3       | Władimir Popow       | ZSRR              |
| 4       | Christer Gulldén     | Szwecja           |
| 5       | Andreas Steinbach    | RFN               |
| 6       | Franz Pitschmann     | Austria           |
| 7       | Olaf Koschnitzke     | NRD               |
| 8       | Jeorjos Pikilidis    | Grecja            |
| 9       | Kamal Ibrahim        | Egipt             |
| 9       | Sándor Major         | Węgry             |
| 11      | Mike Foy             | Stany Zjednoczone |
| 11      | Ewan Bernstein       | Izrael            |
| 13      | Jean-Baptiste Youmbi | Kamerun           |
| 13      | Andrzej Malina       | Polska            |
| 13      | Jean-François Court  | Francja           |
| 16      | Tapha Guèye          | Senegal           |
| 17      | Roberto Neves Filho  | Brazylia          |
| 18      | Yasutoshi Moriyama   | Japonia           |
| 18      | Samba Adama          | Mauretania        |
| 18      | Doug Cox             | Kanada            |
| 18      | Eom Jin-han          | Korea Południowa  |
| 18      | Bernard Ban          | Jugosławia        |

## Zasady
Uczestnicy zostali podzieleni na dwie grupy. Zawodnik który przegrał dwie walki odpadł z dalszej rywalizacji.
- TF — Łopatki
- SO — Przewaga (12-14 punktów różnicy, pokonany bez punktów)
- ST — Przewaga (15 punktów różnicy, przewaga techniczna)
- PP — Na punkty (Pokonany zdobył punkty)
- PO — Na punkty (Pokonany bez punktów)
- P1 — Pasywność (Przy prowadzeniu różnicą 1-11 punktów)
- DQ — Dyskwalifikacja/Walkower

## Wyniki

### Rundy eliminacyjne

#### Grupa A
| Liczba porażek | Zawodnik            | Wynik    | Czas/Punkty | Zawodnik            | Liczba porażek |         |
| Runda 1        | Runda 1             | Runda 1  | Runda 1     | Runda 1             | Runda 1        | Runda 1 |
| -------------- | ------------------- | -------- | ----------- | ------------------- | -------------- | ------- |
| 0              | Franz Pitschmann    | 4-0 TF   | 4:47        | Andrzej Malina      | 1              |         |
| 1              | Yasutoshi Moriyama  | 0-3 PO   | 0-2         | Atanas Komszew      | 0              |         |
| 1              | Samba Adama         | 0-4 TF   | 2:45        | Jeorjos Pikilidis   | 0              |         |
| 0              | Christer Gulldén    | 3-0 P1   | 3:24        | Jean-François Court | 1              |         |
| 0              | Ewan Bernstein      | 3-1 PP   | 11-8        | Kamal Ibrahim       | 1              |         |
| 0              | Roberto Neves Filho |          |             | Bez walki           |                |         |
| Runda 2        |                     |          |             |                     |                |         |
| 1              | Roberto Neves Filho | 0-3.5 SO | 0-14        | Franz Pitschmann    | 0              |         |
| 1              | Andrzej Malina      | 3-0 PO   | 2-0         | Yasutoshi Moriyama  | 2              |         |
| 0              | Atanas Komszew      | 4-0 TF   | 1:10        | Samba Adama         | 2              |         |
| 1              | Jeorjos Pikilidis   | 1-3 PP   | 1-5         | Christer Gulldén    | 0              |         |
| 1              | Jean-François Court | 3-0 P1   | 4:02        | Ewan Bernstein      | 1              |         |
| 1              | Kamal Ibrahim       |          |             | Bez walki           |                |         |
| Runda 3        |                     |          |             |                     |                |         |
| 1              | Kamal Ibrahim       | 4-0 ST   | 17-0        | Roberto Neves Filho | 2              |         |
| 1              | Franz Pitschmann    | 1-3 PP   | 2-12        | Atanas Komszew      | 0              |         |
| 2              | Andrzej Malina      | 0-3 PO   | 0-1         | Christer Gulldén    | 0              |         |
| 1              | Jeorjos Pikilidis   | 3-0 P1   | 5:13        | Jean-François Court | 2              |         |
| 1              | Ewan Bernstein      |          |             | Bez walki           |                |         |
| Runda 4        |                     |          |             |                     |                |         |
| 2              | Ewan Bernstein      | 0-3 P1   | 5:26        | Franz Pitschmann    | 1              |         |
| 2              | Kamal Ibrahim       | 0-3 PO   | 0-9         | Jeorjos Pikilidis   | 1              |         |
| 0              | Atanas Komszew      | 3-0 PO   | 4-0         | Christer Gulldén    | 1              |         |
| Runda 5        |                     |          |             |                     |                |         |
| 2              | Franz Pitschmann    | 1-3 PP   | 1-3         | Christer Gulldén    | 1              |         |
| 0              | Atanas Komszew      | 3-1 PP   | 6-3         | Jeorjos Pikilidis   | 2              |         |

#### Klasyfikacja
| Zawodnik            | Przegrane | Runda | Punkty |
| ------------------- | --------- | ----- | ------ |
| Atanas Komszew      | 0         | -     | 16     |
| Christer Gulldén    | 1         | -     | 12     |
| Franz Pitschmann    | 2         | 5     | 12.5   |
| Jeorjos Pikilidis   | 2         | 5     | 12     |
| Kamal Ibrahim       | 2         | 4     | 5      |
| Ewan Bernstein      | 2         | 4     | 3      |
| Andrzej Malina      | 2         | 3     | 3      |
| Jean-François Court | 2         | 3     | 3      |
| Roberto Neves Filho | 2         | 3     | 0      |
| Yasutoshi Moriyama  | 2         | 2     | 0      |
| Samba Adama         | 2         | 2     | 0      |

#### Grupa B
| Liczba porażek | Zawodnik             | Wynik   | Czas/Punkty | Zawodnik             | Liczba porażek |         |
| Runda 1        | Runda 1              | Runda 1 | Runda 1     | Runda 1              | Runda 1        | Runda 1 |
| -------------- | -------------------- | ------- | ----------- | -------------------- | -------------- | ------- |
| 1              | Tapha Guèye          | 0-4 TF  | 1:12        | Władimir Popow       | 0              |         |
| 1              | Bernard Ban          | 0-3 PO  | 0-4         | Harri Koskela        | 0              |         |
| 0              | Sándor Major         | 3-0 PO  | 3-0         | Eom Jin-han          | 1              |         |
| 0              | Olaf Koschnitzke     | 4-0 TF  | 4:20        | Mike Foy             | 1              |         |
| 1              | Doug Cox             | 0-4 ST  | 0-16        | Andreas Steinbach    | 0              |         |
| 0              | Jean-Baptiste Youmbi |         |             | Bez walki            |                |         |
| Runda 2        |                      |         |             |                      |                |         |
| 0              | Jean-Baptiste Youmbi | 3-1 PP  | 11-5        | Tapha Guèye          | 2              |         |
| 0              | Władimir Popow       | 4-0 ST  | 15-0        | Bernard Ban          | 2              |         |
| 0              | Harri Koskela        | 3-1 PP  | 3-2         | Sándor Major         | 1              |         |
| 2              | Eom Jin-han          | 0-3 PO  | 0-4         | Olaf Koschnitzke     | 0              |         |
| 1              | Mike Foy             | 4-0 TF  | 0:19        | Doug Cox             | 2              |         |
| 0              | Andreas Steinbach    |         |             | Bez walki            |                |         |
| Runda 3        |                      |         |             |                      |                |         |
| 0              | Andreas Steinbach    | 3-0 P1  | 4:30        | Jean-Baptiste Youmbi | 1              |         |
| 1              | Władimir Popow       | 1-3 PP  | 1-4         | Harri Koskela        | 0              |         |
| 1              | Sándor Major         | 3-1 PP  | 13-9        | Olaf Koschnitzke     | 1              |         |
| 1              | Mike Foy             |         |             | Bez walki            |                |         |
| Runda 4        |                      |         |             |                      |                |         |
| 2              | Mike Foy             | 1-3 PP  | 5-15        | Andreas Steinbach    | 0              |         |
| 2              | Jean-Baptiste Youmbi | 0-4 TF  | 1:11        | Harri Koskela        | 0              |         |
| 1              | Władimir Popow       | 3-0 PO  | 4-0         | Sándor Major         | 2              |         |
| 1              | Olaf Koschnitzke     |         |             | Bez walki            |                |         |
| Runda 5        |                      |         |             |                      |                |         |
| 2              | Olaf Koschnitzke     | 0-4 TF  | 2:52        | Władimir Popow       | 1              |         |
| 1              | Andreas Steinbach    | 1-3 PP  | 1-2         | Harri Koskela        | 0              |         |
| Runda 6        |                      |         |             |                      |                |         |
| 2              | Andreas Steinbach    | 0-3 PO  | 0-3         | Władimir Popow       | 1              |         |
| 0              | Harri Koskela        |         |             | Bez walki            |                |         |

#### Klasyfikacja
| Zawodnik             | Przegrane | Runda | Punkty |
| -------------------- | --------- | ----- | ------ |
| Harri Koskela        | 0         | -     | 16     |
| Władimir Popow       | 1         | -     | 19     |
| Andreas Steinbach    | 2         | 6     | 11     |
| Olaf Koschnitzke     | 2         | 5     | 8      |
| Sándor Major         | 2         | 4     | 7      |
| Mike Foy             | 2         | 4     | 5      |
| Jean-Baptiste Youmbi | 2         | 4     | 3      |
| Tapha Guèye          | 2         | 2     | 1      |
| Doug Cox             | 2         | 2     | 0      |
| Eom Jin-han          | 2         | 2     | 0      |
| Bernard Ban          | 2         | 2     | 0      |

### Runda finałowa[13]
| Zawodnik                  | Wynik                 | Czas/Punkty           | Zawodnik              |                       |
| Pojedynek o 7 miejsce     | Pojedynek o 7 miejsce | Pojedynek o 7 miejsce | Pojedynek o 7 miejsce | Pojedynek o 7 miejsce |
| ------------------------- | --------------------- | --------------------- | --------------------- | --------------------- |
| Jeorjos Pikilidis         | 0-4 DQ                |                       | Olaf Koschnitzke      |                       |
| Pojedynek o 5 miejsce     |                       |                       |                       |                       |
| Franz Pitschmann          | 0-3 P1                | 4:43                  | Andreas Steinbach     |                       |
| Pojedynek o brązowy medal |                       |                       |                       |                       |
| Christer Gulldén          | 0-4 TF                | 1:36                  | Władimir Popow        |                       |
| Finał                     |                       |                       |                       |                       |
| Atanas Komszew            | 3-0 PO                | 4-0                   | Harri Koskela         |                       |